# Banawá
Le banawá est une langue arawane parlée dans l'État d'Amazonas au Brésil, près de la rivière Purús, en Amazonie, par 80 Banawás.
La langue est parlée par l'ensemble de la population.

## Classification
Selon Dixon, le banawá est mutuellement compréhensible avec le jarawara et le jamamadí. Ces trois variétés forment la langue qu'il nomme « madi », du terme signifiant « personne » dans ces trois parlers.

## Phonologie
Les tableaux présentent les phonèmes du banawá.

### Voyelles
|         | Antérieure | Centrale | Postérieure |
| ------- | ---------- | -------- | ----------- |
| Fermée  | i [i]      |          |             |
| Moyenne | e [e]      |          | o [o]       |
| Ouverte |            | a [a]    |             |

### Consonnes
|              |              | Bilabiale | Dentale | Palatale | Vélaire | Glottale |
| ------------ | ------------ | --------- | ------- | -------- | ------- | -------- |
| Occlusive    | Sourde       |           | t [t]   |          | k [k]   |          |
| Occlusive    | Sourde       | b [b]     | d [d]   | j [ɟ]    |         |          |
| Fricative    | Fricative    | f [ɸ]     | s [s]   |          |         | h [h]    |
| Nasale       | Nasale       | m [m]     | n [n]   |          |         |          |
| liquide      | liquide      |           | r [r]   |          |         |          |
| Semi-voyelle | Semi-voyelle | w [w]     |         |          |         |          |